# Фрейстатт (Міссурі)
Фрейстатт (англ. Freistatt) — селище (англ. village) в США, в окрузі Лоуренс штату Міссурі. Населення — 179 осіб (2020).

## Географія
Фрейстатт розташований за координатами 37°1′17″ пн. ш. 93°53′51″ зх. д. / 37.02139° пн. ш. 93.89750° зх. д. (37.021347, -93.897588).  За даними Бюро перепису населення США в 2010 році селище мало площу 0,55 км², уся площа — суходіл.

## Демографія
Згідно з переписом 2010 року, у селищі мешкали 163 особи в 81 домогосподарстві у складі 44 родин. Густота населення становила 297 осіб/км².  Було 90 помешкань (164/км²).
Расовий склад населення:
| - 89,6 % — білих - 4,3 % — корінних американців - 0,6 % — азіатів - 4,9 % — осіб інших рас |

До двох чи більше рас належало 0,6 %. Частка іспаномовних становила 9,8 % від усіх жителів.
За віковим діапазоном населення розподілялося таким чином: 20,9 % — особи молодші 18 років, 52,7 % — особи у віці 18—64 років, 26,4 % — особи у віці 65 років та старші. Медіана віку мешканця становила 46,1 року. На 100 осіб жіночої статі у селищі припадало 103,8 чоловіків;  на 100 жінок у віці від 18 років та старших — 95,5 чоловіків також старших 18 років.
Середній дохід на одне домашнє господарство  становив 34 363 долари США (медіана — 21 750), а середній дохід на одну сім'ю — 50 378 доларів (медіана — 37 500). За межею бідності перебувало 21,4 % осіб, у тому числі 5,6 % дітей у віці до 18 років та 27,9 % осіб у віці 65 років та старших.
Цивільне працевлаштоване населення становило 48 осіб. Основні галузі зайнятості: освіта, охорона здоров'я та соціальна допомога — 29,2 %, науковці, спеціалісти, менеджери — 12,5 %, виробництво — 12,5 %.